# Gabonhuggorm
Gabonhuggorm (Bitis gabonica), även kallad fjärilsorm, skogspufform, gabonvipera och gabonorm är en giftorm som lever i regnskogar och savanner i subsahariska Afrika. Den är den största medlemmen i släktet Bitis, världens tyngsta huggorm, har de längsta huggtänderna och den största mängden gift bland alla giftormar. Två underarter är kända.

## Beskrivning
Vuxna gabonhuggormar når en genomsnittlig längd på 121–152 centimeter. Den längsta hittades i Sierra Leone och var 205 centimeter. Könen kan särskiljas genom längden på svansen som utgör ungefär 12 procent av den totala kroppslängden på hannar och 6 procent på honor. Vuxna gabonhuggormar, framför allt honor, är tunga och kraftigt byggda. En hona hade följande dimensioner:
| Total längd            | 174 centimeter |
| Huvudets bredd         | 12 centimeter  |
| Gördel                 | 37 centimeter  |
| Vikt med fastande mage | 8,5 kilogram   |

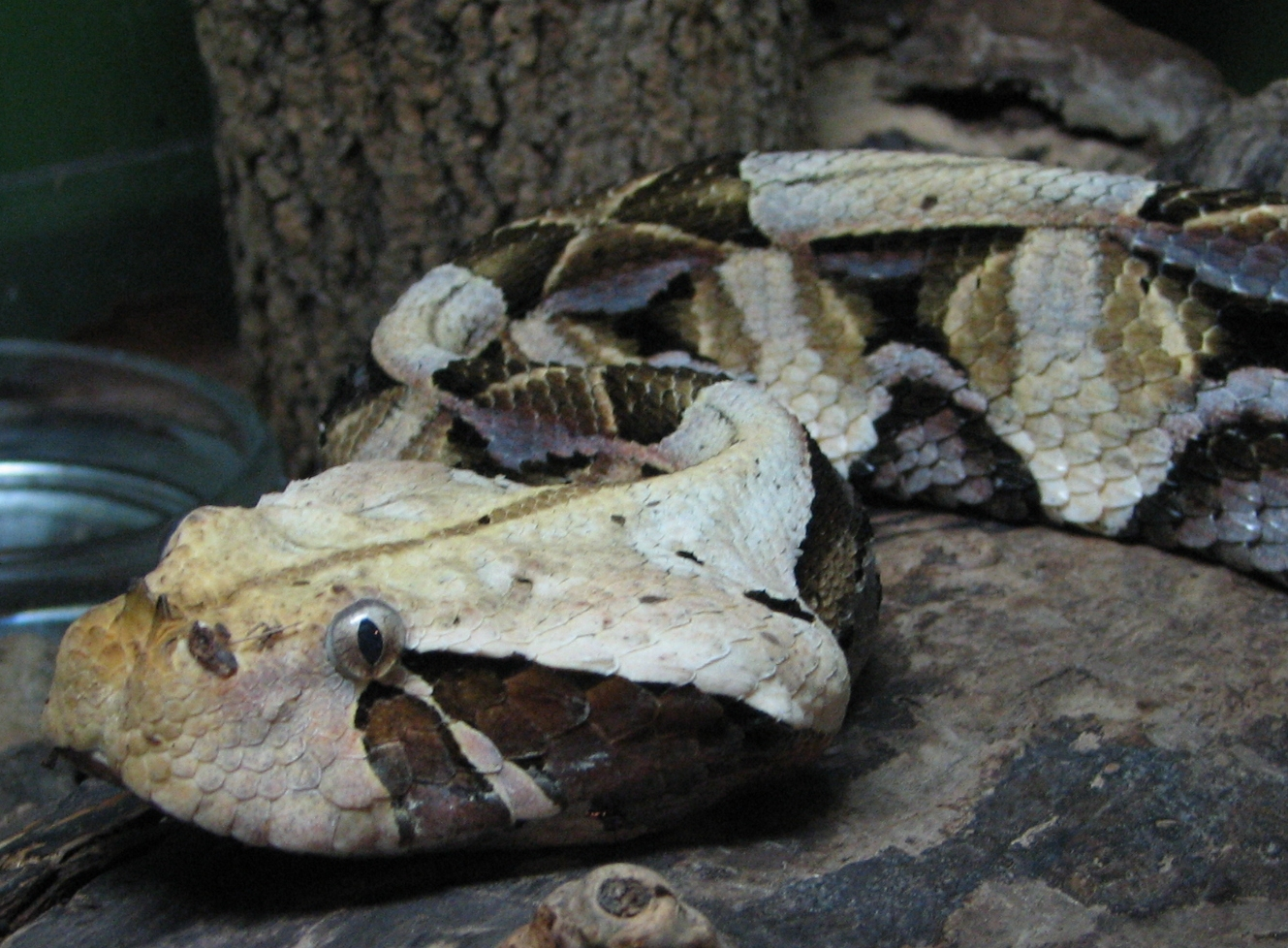
Mellan näsborrarna på B. g. gabonica finns hornliknande utväxter, och under ögonen två mörka band

I sin beskrivning av B. gabonica anger Spawls et al. (2004) en genomsnittlig längd på 80–130 centimeter och en maxländ på 175 centimeter, men de säger att den kan växa ytterligare. Rapporterna nämner längder på över 1,8 meter och till och med över 2 meter, men de hävdar att det inte finns bevis för det.
Huvudet är stort och triangulärt, medan halsen är mycket smal och utgör ungefär en tredjedel av huvudets bredd. Mellan näsborrarna sitter två horn som är små på B. g. gabonica, men mycket större på B. g. rhinoceros. Ögonen är stora, rörliga, framträdande och omgivna av 15–21 fjäll. Det finns 12–16 fjäll som går tvärs över huvudet mellan ögonen. 4–5 fjällrader skiljer ögonfjällen och fjällen på överkanten av munnen, där det finns 13–18 fjäll medan underkanten på munnen har 16-22 fjäll. Huggtänderna kan nå en längd på 55 millimeter, den längsta bland giftormar.
På mellankroppen finns 28–46 rader av ryggfjäll som är starkt rundade förutom de yttre raderna på respektive sida. Fjällen på sidorna är snedställda. Buken består av 124–140 fjäll men sällan fler än 132 på hannar och sällan färre än 132 på honor. På bakre delen av kroppen finns 17–33 fjäll och där har hannar inte färre än 25 och honor inte fler än 23 fjäll. Det finns 1 kloakfjäll.
Färgmönstret består av en serie bleka oregelbundet rektangulära fläckar längs mitten av ryggen. Dessa angränsar till timglasformade mörka gulkantade markeringar. Sidorna har en serie gulbruna rombformade kanter med ljusa vertikala avgränsningar. Buken är blek med oregelbundna bruna eller svarta fläckar. Huvudet är vitt med en smal mittlinje, svarta fläckar baktill och en mörk blåsvart trangel bakom och under varje öga. Regnbågshinnan är gräddfärgad, gulvit, orange eller silverfärgad.

## Utbredning
Arterna finns i Guinea, Ghana, Togo, Nigeria, Kamerun, Kongo-Kinshasa, Centralafrikanska republiken, södra Sudan, Uganda, Kenya, östra Tanzania, Zambia, Malawi, östra Zimbabwe, Moçambique samt nordöstra KwaZulu-Natal-provinsen i Sydafrika. Den typiska lokaliteten brukar anges som "Gabon".
Mallow et al. (2003) anger även Sierra Leone och Liberia i Västafrika.

### Habitat
Gabonhuggormen hittas i regnskogar och närliggande skogslandskap, huvudsakligen på låg höjd, men ibland även upp till 1 500 meter över havet. Spawls et al. (2004) nämner en maximal höjd på 2 100 meter. Enligt Broadley and Cook (1975), hittas den vanligen i miljöer i närheten av sin släkting pufformen, som normalt finns i mer öppna landskap.
I Tanzania finns de i sekundärskog, cashewplantager och i jordbrukslandskap i buskar och snår. I Uganda lever de i skogar och närliggande grässlätter. De klarar sig även bra på kakaoodlingar i Västafrika och kaffeplantager i  Östafrika. De har hittats i städsegröna skogar i Zambia. I Zimbabwe finns de endast i nederbördsrika områden längs de skogbevuxna sluttningarna i landets östra del. De hittas vanligen även i träsk, vattendrag, jordbruksområden nära skogar och på vägar nattetid.

## Beteende

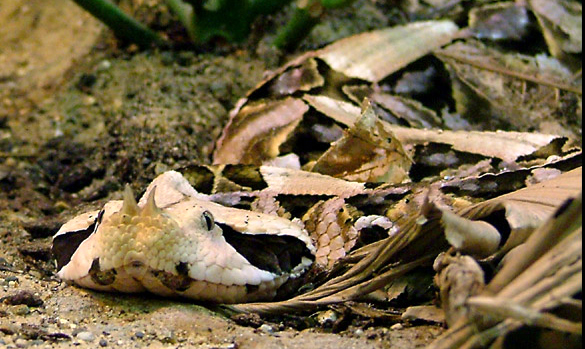
B. g. rhinoceros: ormens mönster gör att den lätt kan kamouflera sig

Ormen är aktiv på nätterna och har ett rykte om sig att vara lugn och röra sig långsamt. Den jagar vanligen genom att lägga sig i bakhåll, ofta genom att i långa perioder ligga stilla och invänta sitt byte. De har även setts jaga aktivt under nattens sex första timmar. I Kumasi i Ghana dödades gabonhuggormar runt några stall i ett öppet område med skogen omkring 500 meter bort, vilket var ett tecken på att de jagade råttor på åkrarna. Den är vanligen tolerant och det är sällan den hugger eller väser. Det finns dock mer hetlevrade individer.
Den rör sig rektilinjärt genom att långsamt röra sina bukfjäll. Den vrider sig från sida till sida om den oroas men endast under korta sträckor. Ditmars (1933) beskrev ormen som att den även kunde röra sig i sidled.
Om den hotas kan den varna genom att väsa högt och den gör det i en stadig takt. Samtidigt breder den ut sitt huvud vid varje andetag. Det är ovanligt att den hugger om den inte blir mycket provocerad.
Parry (1975) beskriver hur dessa arter har en bredare ögonrörelse än andra ormar. Horisontellt kan den röra ögonen även om huvudet roteras upp eller ner till 45 graders vinkel. Om huvudet roteras 360 grader kommer ett öga att peka uppåt och det andra nedåt. Om ett öga tittar framåt kommer det andra titta bakåt, som om de sitter vid en fixerad axel mellan dem. I allmänhet flackar ögonen fram och tillbaka. När den sover är ögonen helt stilla och pupillerna sammandragna. Pupillerna vidgas snabbt och ögonrörelserna återupptas när den vaknar igen.

## Föda

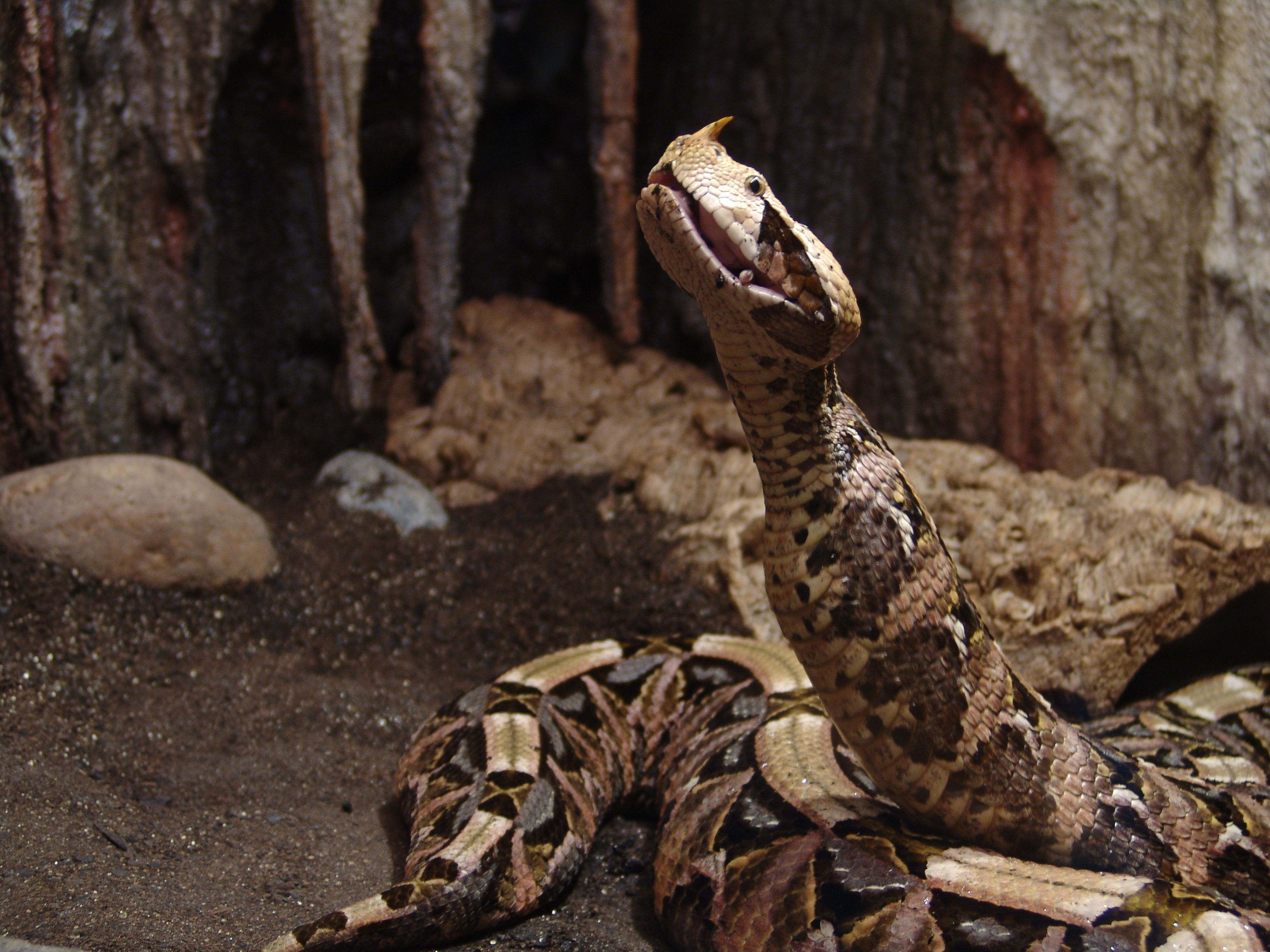
En gabonhuggorm sväljer en gnagare

I allmänhet ligger gabonhuggormen stilla och inväntar sitt byte, men den kan även jaga aktivt med början vid skymningen. Efter ett hugg håller den kvar sitt byte tills det dör, Bytet lyfts även från marken för att hindra att det fastnar i något. Ormen släpper byten som är stora nog att utgöra ett hot varefter den börjar söka det efter några minuter.
Den livnär sig på flera olika typer av fåglar och däggdjur, som exempelvis duvor, flera olika typer av gnagare, harar och manguster. Det finns även rapporter om att de har fångat apor, piggsvin och guineadvärgantilop.

## Fortplantning
Under den sexuella aktiviteten utbryter strider mellan hannarna. Detta börjar med att en hanne gnider sin haka mot ryggen på en annan hanne. Den andra hannen lyfter då sitt huvud så högt den kan. När de båda gör det kommer deras halsar att sammanflätas. När deras huvuden är i nivå med varandra vänder de sig mot varandra och knuffas. Deras kroppar sammanflätas när de byter positioner. De kopplar bort omgivningen och fortsätter även om de faller av platsen eller ner i vattnet. Ibland sammanflätas de och kramar så hårt att deras fjäll ställer sig rakt ut av trycket. De har även setts hugga mot varandra med stängda munnar. Det finns tillfällen då de båda kombattanterna blir trötta och tar en paus, innan de återupptar striden. Striden är avgjord när en av ormarna lyckas knuffa den andres huvud till marken och höja sitt eget med 25–30 centimeter. I fångenskap kan strider inträffa 4–5 gånger i veckan tills parningsleken är över.
Honan är ovovivipar och föder levande ungar. Den är dräktig i ungefär ett år och föder vartannat eller vart tredje år men det finns individer som föder vart femte år. De föder vanligen på sensommaren. B. g. gabonica föder 8–43 levande ungar och B. g. rhinoceros kan föda upp till 60 ungar. Det är dock sällan antalet avkommor överstiger 24 stycken per kull. Ungarna är mellan 25 och 32 centimeter och väger 25–45 gram.

## Gift
Bett från gabonhuggormen är relativt ovanliga tack vare dess foglighet och det faktum att deras utbredning till största delen är avgränsad till regnskog. På grund av deras slöhet och ovilja att flytta sig när någon närmar sig inträffar de flesta bett om någon trampar på den, men inte ens då är det säkert att den hugger. Ett hugg från ormen betraktas dock alltid som allvarligt då även ett bett från en medelstor individ kan vara dödligt.
Giftet i sig betraktas inte som speciellt toxiskt, men mängden gift är enorm och den största bland alla giftomar. Mängden är relaterad till ormens vikt. Brown (1973) anger mängden gift till 200–1000 milligram. Mängder på 200–600 milligram har rapporterats för 125–155 centimeter långa individer. Spawls och Branch (1995) anger att 450–600 milligram kan injiceras vid ett bett.
Baserat på studier på apor, uppskattade Whaler (1971) att 14 milligram var tillräckligt för att döda en människa. Branch (1992) anger att 90–100 milligram är dödligt för människor och Marsh and Whaler (1984) skrev att 35 milligram var tillräckligt för att döda en människa som väger 70 kilo.
På människor orsakar bettet snabba och framträdande svullnader, intensiv smärta, svår chock och lokala vätskefyllda blåsor. Bland andra symtom finns okoordinerade rörelser, defekation, urinering, svullen tunga och ögonlock, konvulsioner och medvetslöshet. Blåsor, blåmärken och vävnadsskador kan vara omfattande. Det kan inträffa ett plötsligt blodtrycksfall, hjärtskador och andnöd. Blodet kan sluta koaguleras med interna blödningar som kan leda till blod i urinen och blodkräkningar. Läkningen kan ta tid och dödsfall är inte ovanligt.

## Underarter
| Underart         | Auktor                            | Namn                       | Utbredning                       |
| ---------------- | --------------------------------- | -------------------------- | -------------------------------- |
| B. g. gabonica   | (Duméril, Bibron & Duméril, 1854) | Östafrikansk gabonhuggorm  | Centrala, östra och södra Afrika |
| B. g. rhinoceros | (Schlegel, 1855)                  | Västafrikansk gabonhuggorm | Västafrika                       |